# Caloptognatha beameri
Caloptognatha beameri är en skalbaggsart som beskrevs av Green 1954. Caloptognatha beameri ingår i släktet Caloptognatha och familjen rödvingebaggar. Inga underarter finns listade i Catalogue of Life.